# 白鳥数馬
白鳥 数馬（しらとり かずま、白取数馬とも。本名：白鳥 英茂（しらとり ひでしげ））は、江戸時代末期の弘前藩士。白鳥家は弘前藩二代藩主津軽信枚の母親栄源院の生家。

## 生涯
白鳥英範の長男として生まれる。安政6年（1859年）3月に家督を相続する。三百石を食む。
元治元年（1864年）3月、藩命で箱館千代ヶ岱陣屋の営将となる。慶応4年（1868年）4月、戊辰戦争の庄内征討秋田慶援隊の副長として従軍する。同年5月、藩が幕府側に寄り、澤為量の通行を阻もうとするが、数馬は反対し、藩主に勤王の大義を説き、通行を許可する。
同年7月、馬廻組頭となり、庄内征討秋田慶援隊の大隊長に任命されるが、藩の老臣と意見が合わず、職を免じられる。
明治2年（1869年）藩政改革の際に、軍監に任命され、翌年に大隊長に転じる。明治5年（1872年）10月、家督を長男・良太郎に譲る。
明治14年（1881年）9月に氏を「白取」から「白鳥」に改める。
死去後の大正4年（1915年）10月24日、勤王の功により、特旨を以て、従五位を贈られる。また、同様に、弟の高杉左膳も贈従五位。兄弟共に王事に勤労した。

## 親族
- 弟・高杉左膳 (妻は青森縣士族 貴田稲城、稲城の祖父は 弘前藩士 貴田惟邦)[4]
- 養孫・白鳥保五郎 (第百銀行支配人、実父は権大参事 杉山成知 、実叔父は伯爵 佐藤愛麿)
- 大姪の夫・石郷岡岩男 (大審院検事、衆議院議員・石郷岡文吉の息子)